# Alisson Santana
Alisson Santana Lopes da Fonseca (Cachoeirinha, 21 settembre 2005) è un calciatore brasiliano, attaccante dello Šachtar.

## Carriera

### Club
Santana è entrato a far parte del settore giovanile dell'Atlético Mineiro nel 2021. Il 31 agosto 2022 ha firmato un contratto professionistico con il club, della durata di tre anni.
L'8 luglio 2023 ha debuttato in prima squadra nell'incontro di Série A perso 1-0 contro il Corinthians.
Nel 2024 si è trasferito per 14 milioni di € allo Šachtar, club della prima divisione ucraina; nel gennaio del 2025, dopo una sola partita di campionato giocata, è tornato in prestito in Brasile.

### Nazionale
Ha giocato nella nazionale brasiliana Under-20, con la quale nel 2025 ha realizzato una rete in 8 presenze nel campionato sudamericano di categoria, vincendolo.

## Statistiche

### Presenze e reti nei club
Statistiche aggiornate al 7 dicembre 2023.
| Stagione        | Squadra          | Campionato      | Campionato | Campionato | Coppe nazionali | Coppe nazionali | Coppe nazionali | Coppe continentali | Coppe continentali | Coppe continentali | Altre coppe | Altre coppe | Altre coppe | Totale | Totale | Totale |
| Stagione        | Squadra          | Comp            | Pres       | Reti       | Comp            | Pres            | Reti            | Comp               | Pres               | Reti               | Comp        | Pres        | Reti        | Pres   | Reti   |        |
| --------------- | ---------------- | --------------- | ---------- | ---------- | --------------- | --------------- | --------------- | ------------------ | ------------------ | ------------------ | ----------- | ----------- | ----------- | ------ | ------ | ------ |
| 2023            | Atlético Mineiro | M1/MG+A         | 0+5        | 0          | CB              | 0               | 0               | CL                 | 0                  | 0                  |             | -           | -           | 5      | 0      |        |
| Totale carriera | Totale carriera  | Totale carriera | 5          | 0          |                 | 0               | 0               |                    | -                  | -                  |             | -           | -           | 5      | 0      |        |

## Palmarès

### Club

#### Competizioni statali
- Campionato Mineiro: 2

Atlético Mineiro: 2023, 2024

### Nazionale
- Campionato sudamericano Under-20: 1

Venezuela 2025